# Olympische Sommerspiele 1968/Teilnehmer (Tansania)
| Gelbes Symbol für Goldmedaillen mit stilisierten Olympischen Ringen | Graues Symbol für Silbermedaillen mit stilisierten Olympischen Ringen | Braundes Symbol für Bronzemedaillen mit stilisierten Olympischen Ringen |
| ------------------------------------------------------------------- | --------------------------------------------------------------------- | ----------------------------------------------------------------------- |
| —                                                                   | —                                                                     | —                                                                       |

Tansania nahm an den Olympischen Sommerspielen 1968 in Mexiko-Stadt mit einer Delegation von vier männlichen Athleten in fünf Wettkämpfen in zwei Sportarten teil. Ein Medaillengewinn gelang keinem der Sportler. Es war die erste Teilnahme Tansanias an Olympischen Sommerspielen.

## Teilnehmer nach Sportarten

### Boxen
- Titus Simba
Mittelgewicht: in der 1. Runde ausgeschieden

### Leichtathletik
- Norman Chihota
100 m: Vorlauf
200 m: Vorlauf

- Claver Kamanya
400 m: Halbfinale

- John Stephen Akhwari
Marathon: 57. Platz